# 아디다스 트리콜로

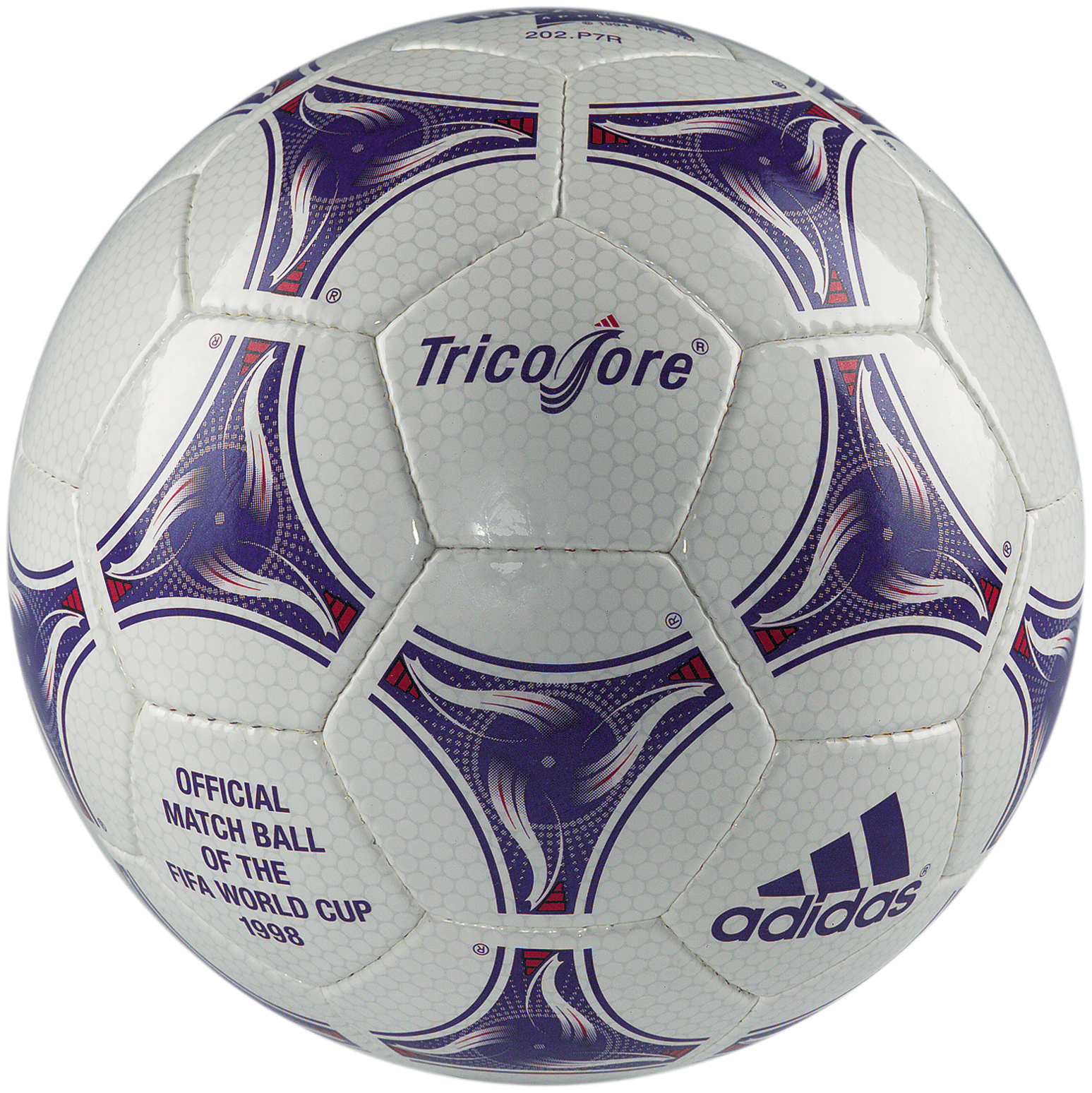
아디다스 트리콜로

트리콜로(Tricolore)는 프랑스에서 개최한 1998년 FIFA 월드컵의 공식 경기구로, 아디다스가 제작하였다. 트리콜로는 '세가지 색깔'을 뜻하며, 프랑스의 삼색기를 상징한다.
월드컵 공식 경기구로는 최초로 컬러로 디자인을 하였으며, 또한 마지막 탱고 디자인의 월드컵 공식 경기구이기도 하다.

## 트리콜로에 대한 어린이의 노동
트리콜로가 어린이의 손에 만들어져 있었다는 것이 밝혀졌다. 그 당시 피파는 어린이의 손으로 축구공을 만드는 것을 불법으로 간주했기 때문이다.

## 같이 보기
- FIFA 월드컵 공식 경기구